# Kisenso
De gemeente Kisenso is een gemeente in het district Mont-Amba in de stadsprovincie Kinshasa, hoofdstad van de Democratische Republiek Congo.
Kisenso is gelegen ten zuidoosten van het stadscentrum van Kinshasa. Het is een van de nieuwe nederzettingen, gelegen in het heuvelachtige gebied ten zuiden van Lemba en Matete. De westelijke gemeentegrens met Lemba wordt gevormd door de loop van de rivier Matete, de oostelijke gemeentegrens met Ndjili wordt gevormd door de rivier de Ndjili en in de zuidelijke grens met Mont-Ngafula wordt gevormd door de rivier de Kwambila.
| \| De 4 districten en 24 gemeentes van Kinshasa \| |                   |  |
| District Lukunga District Funa District Mont-Amba District Tshangu Brazzaville Kongo Pool Malebo M'Bamou Baai van Ngaliema Gombe Barumbu Kin. Ling. K.-V. Ng.-Ng. Kal. Banda- lungwa Kintambo Ngaliema Selembao Bumbu Makala Ngaba Lemba Limete Matete Kisenso Masina Ndjili Kimbanseke Nsele Mont-Ngafula N. M.-N. Ns. Kim. Maluku |                   |  |
| afkortingen: stadscentrum: Kinshasa (Kin.), Kasa-Vubu (K.-V.), Lingwala (Ling.), Ngiri-Ngiri (Ng.-Ng.) provinciekaart: Ngaliema (N.), Mont-Ngafula (M.-N.), Kimbanseke (Kim.), Nsele (Ns.) |                   |  |
| De 4 districten en 24 gemeentes van Kinshasa | Vlag van Kinshasa |  |